# Dallmayr
 (octobre 2017).
Alois Dallmayr, généralement abrégé en Dallmayr, est la plus grande épicerie fine d'Europe, et l'une des marques de café allemandes les plus connues : la société Dallmayr a plus de 300 ans d'histoire et reste aujourd'hui encore une affaire familiale. Le groupe a été divisé en quatre secteurs d'activités : « Produits fins et Gastronomie » (qui comprend aussi la maison-mère (boutique d'origine) à Munich, attirant près de 2,8 millions de visiteurs par an, « Party & Catering », Café & Thé, et enfin « Vending & Office », c'est-à-dire la vente de distributeurs de boissons chaudes et de snacks.

## Histoire

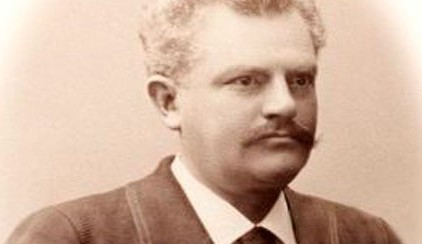
Alois Dallmayr.

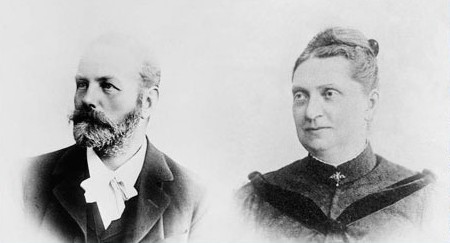
Anton et Thérèse Randlkofer.

Les origines de cette entreprise remontent à l'année 1700. À cette époque, le marchand munichois Christian Reitter dirigeait une entreprise qui est considérée comme le prédécesseur direct de l'actuelle société. Vers 1870, l'entreprise est devenue la propriété d'Alois Dallmayr, dont la société porte le nom encore aujourd'hui. Il a vendu l'entreprise à Thérèse et Anton Randlkofer en 1895. Sous la direction de Thérèse Randlkofer, une femme d'affaires — chose inhabituelle pour l'époque —, la maison-mère (boutique d'origine) se développe pour devenir l'une des plus grandes épiceries fines d'Europe, avec pas moins de 15 titres de Fournisseur de la Cour Royale. En 1933, l'ère du café débute chez Dallmayr : c'est cette année en effet qu'un marchand de café de Brême, Konrad Werner Wille, vient à Munich pour créer un département dédié au café à l'Epicerie Dallmayr, qui existe encore aujourd'hui, et qui a atteint une renommée internationale, notamment grâce à la publicité à la télévision pour Dallmayr Prodomo. L'activité 'café' s'est développée avec tant de succès que, en 1985, une filiale spécifique indépendante « Alois Dallmayr Kaffee OHG » a été créée, qui représente l’activité « Café & Thé », devenue aujourd'hui l'entité la plus importante de la société. Le groupe Nestlé a acquis une participation dans Alois Dallmayr Kaffee OHG s'élevant jusqu'à 50 % ; ce taux est passé à 25 % en 2003. En juillet 2015, il a été convenu que la participation restante serait rachetée à Nestlé par Alois Dallmayr KG, mais que la coopération se poursuivrait dans les ventes.

## La sociétéDallmayraujourd'hui

### Faits et chiffres
Aujourd'hui, le siège social Alois Dallmayr est situé dans la Vieille Ville de Munich, au Dienerstraße 14-15. Florian Randlkofer et Wolfgang Wille sont des actionnaires personnellement responsables de la société mère, Alois Dallmayr KG. Le Groupe Dallmayr a réalisé un chiffre d'affaires d'environ 900 millions € pour l'exercice 2014, dont au moins 500 millions € ont été générés par l'activité « Café & Thé », 360 millions € par la division « Vending & Office » et 40 millions € par les produits fins, la gastronomie, le party service et le catering.[réf. nécessaire]
La société emploie environ 3 500 employés dans le monde, dont près de 2 000 en Allemagne. Dallmayr produit environ 57 000 tonnes de café par an sur 5 sites en Allemagne (Munich, Berlin, Braunschweig, Bremen et Dortmund). La division « Vending & Office » opère dans 14 pays d'Europe et aux Émirats Arabes Unis.[réf. nécessaire]
En décembre 2009, le Bundeskartellamt (Office Fédéral des Cartels) a imposé une amende à Dallmayr et d'autres sociétés telles que Melitta, Tchibo et Kraft  en raison d'une entente illégale dans la fixation des prix (Cf. « Kaffeekartell », le cartel du café).[réf. nécessaire]

### Engagement public et durabilité
Dallmayr est membre du Common Code for the Coffee Community et soutient la Fondation de Karlheinz Böhm Menschen für Menschen (des Hommes pour des Hommes) et le Jane Goodall Institute. Certains cafés portent le label UTZ, le label « Agriculture Biologique », le logo Fairtrade et le logo Rainforest Alliance. En outre, Dallmayr fait don de cinq plants d'arbres pour chaque livre vendue de leur café « Ethiopia », afin de prévenir la désertification des sols en Éthiopie. En 2011, Dallmayr a développé le premier distributeur automatique durable.

## Entités actuelles de la société

### Produits fins et gastronomie

#### La maison-mère (boutique d'origine) à Munich

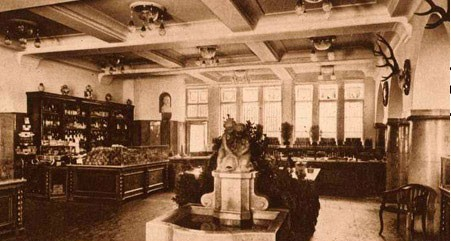
Le magasin Dallmayr, 1912.

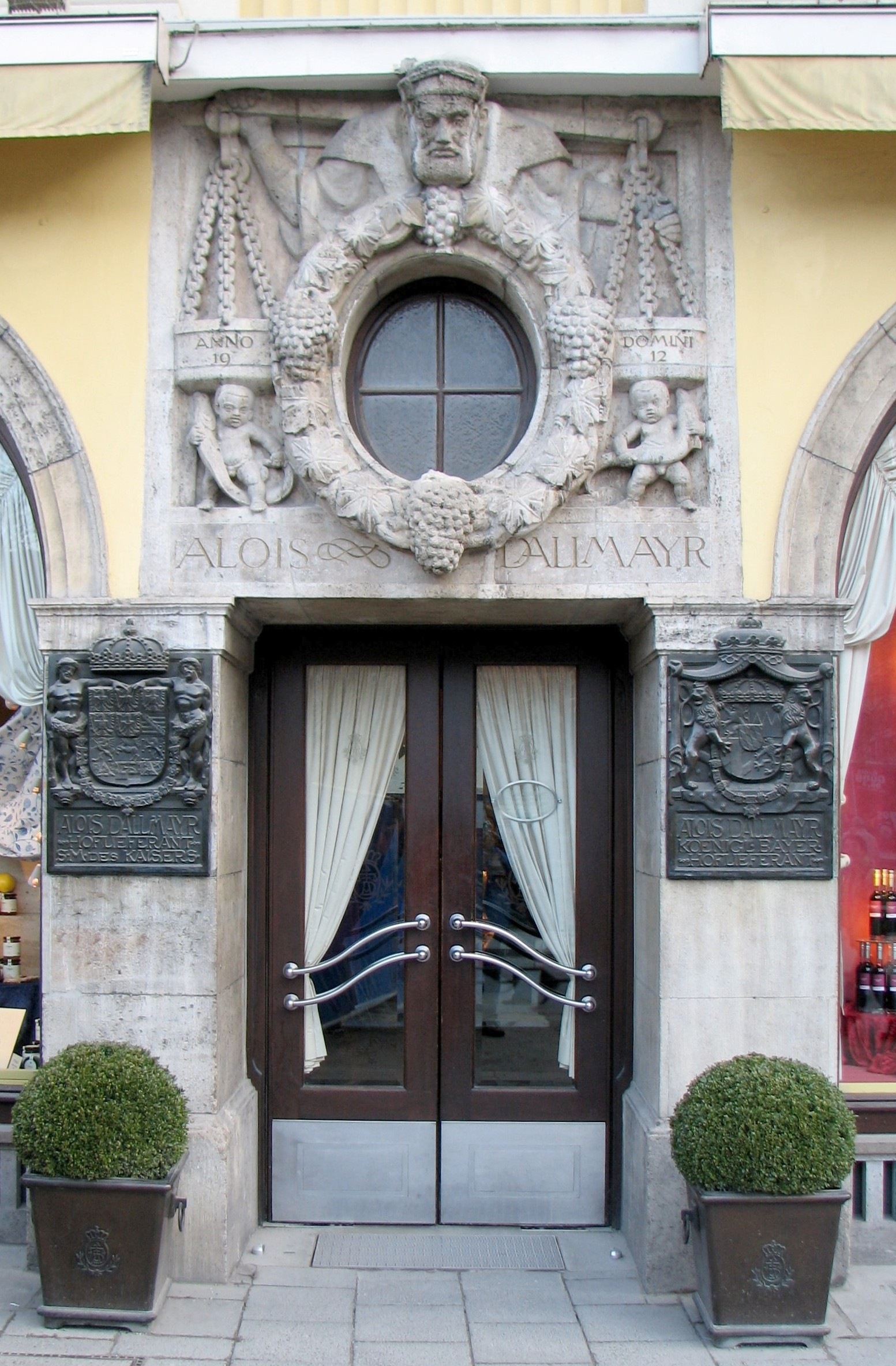
L'une des trois entrées.

Connu sous le nom de « Der Dallmayr », la maison mère est la plus grande épicerie fine d'Europe. La boutique est divisée en 19 départements spécialisés (ex. : café, chocolats, vins, saucisses et jambon, fruits et légumes, poisson,  fromage, pain, pâtes, viande, buffet froid et chaud, thé, etc.). En raison de la publicité à la télévision pour la marque Prodomo, le département café est le plus connu : comme dans la publicité, le café est toujours pesé avec une balance à fléau. Au centre de la boutique, on trouve la fontaine aux chérubins, dans laquelle des écrevisses attendent d'être vendues. Pour une grande partie, les produits vendus dans la boutique sont produits par Dallmayr : au deuxième étage se trouve un atelier de production, dans lequel 70 chefs créent des salades gourmandes, des plats chauds pour le service traiteur et des gâteaux à la crème. Le département vins, qui vend en particulier des vins en provenance de France, d'Italie, d'Allemagne et d'Autriche, a été réaménagé en 2008. Ce que Dallmayr ne peut pas produire sur place pour des raisons de place — comme le saumon fumé ou le chocolat — , est produit dans ses propres usines situées à et aux alentours de Munich. Dans l'usine Dallmayr de production de pralines près de Munich, plus de 40 tonnes de pralines confectionnées à la main et de pâtes de fruits sont produites chaque année dans environ 70 variétés différentes. En outre, le 29 juin 2003, Dallmayr a inauguré une boutique dans le Terminal 2 de l'aéroport de Munich, à laquelle est rattaché un café. Cette boutique est située après les contrôles de sécurité, et est ouverte uniquement aux passagers aériens ayant une carte d'embarquement en cours de validité.

##### Restaurant Dallmayr
Le restaurant « Dallmayr », qui propose une cuisine classique-moderne, peut recevoir au plus 40 personnes et est situé au premier étage de la maison-mère. Il a rouvert ses portes en 2006 et fait partie des 3 établissements munichois ayant 2 Étoiles au Michelin. Son chef est Diethard Urbansky. La carte des vins compte plus de 700 références.

##### Café-Bistro Dallmayr
Au premier étage de la maison-mère, il y a aussi un café-bistro qui offre aux visiteurs une ambiance de café classique et une vue dégagée sur la Liebfrauendom (Cathédrale de Munich), le monument historique de la Ville. En dehors des gâteaux à la crème français et des spécialités maison (café et thé), des classiques tels que la bouillabaisse ou le Homard Thermidor et des plats légers pour le déjeuner sont proposés. Un copieux menu petit-déjeuner complète l'offre.[style à revoir]

##### Lukullusbar
Le « Lukullusbar » est également situé dans la boutique, et s'inspire d'un marché français : par exemple, on y sert des huîtres sur de la glace et du Champagne.

##### Service expédition & cadeaux
La boutique a son propre service d'emballage, dans lequel les produits fins Dallmayr sont emballés dans du papier cadeau[pertinence contestée]. En outre, Dallmayr exploite une boutique en ligne qui propose la livraison de produits dans le monde entier.

### Dallmayr Party & Catering
Dallmayr a déjà une longue tradition en tant que Fournisseur Officiel de la Cour pour de nombreuses familles royales[réf. nécessaire]. Le service catering inclut également des évènements avec plusieurs milliers de visiteurs ; ainsi par exemple, Dallmayr a organisé le mariage du Prince Georg Friedrich de Prusse et de la Princesse Sophie de Isenburg en août 2011.

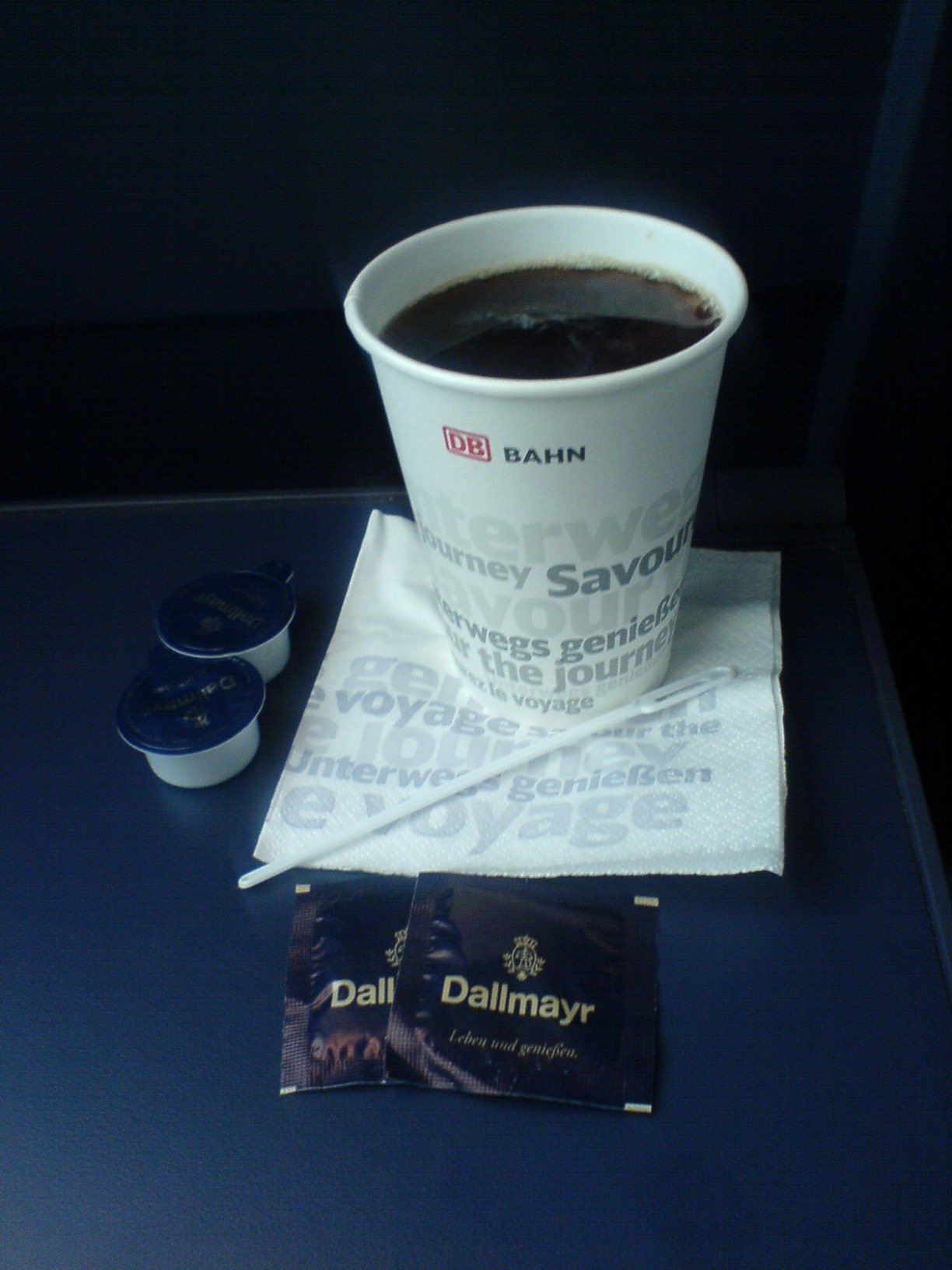
Un café Dallmayr dans l'un des trains ICE de la Deutsche Bahn.

### Café & thé
Dallmayr Kaffee est l'une des marques de café les plus connues en Allemagne[réf. nécessaire] avec par exemple Prodomo, Classic, la ligne de café italien Crema d'Oro et Ethiopia. En 2009 a été créée la ligne premium de Grand Cru Café, dont chaque produit contient une variété pure de café, comme le Jamaican Blue Mountain ou Hawaii Kona. Le CHR est livré en produits de la gamme Dallmayr Café & Bar. Dallmayr est reconnu comme un torréfacteur principalement de café lavé brut de type arabica, que la société se procure dans le monde entier. Depuis de nombreuses années, l'Éthiopie, mère patrie du grain d'arabica, en a été le plus important fournisseur. Dallmayr torréfie environ 57 000 tonnes de café par an sur cinq sites en Allemagne. L'acquisition de Heimbs Kaffee (1986), le plus grand et le plus ancien torréfacteur en Basse-Saxe, et Azul Kaffee (1997) ont permis à Dallmayr de se développer dans le domaine de la gastronomie raffinée[non neutre]. Les deux sociétés sont des filiales d'exploitation indépendantes de Alois Dallmayr Kaffee oHG.
Dallmayr propose également plus de 120 différents types de thés. Outre les classiques thés noirs et thés verts, de nombreuses variétés aromatisées, une sélection de rooibos, de thés aux fruits et d'infusions à base de plantes du Sud-Tyrol sont disponibles. Dallmayr fait aussi partie des premiers marchands en Allemagne à faire du « fret aérien » de thé : la première récolte du thé d'exception Darjeeling est transportée par vol international directement après la cueillette.

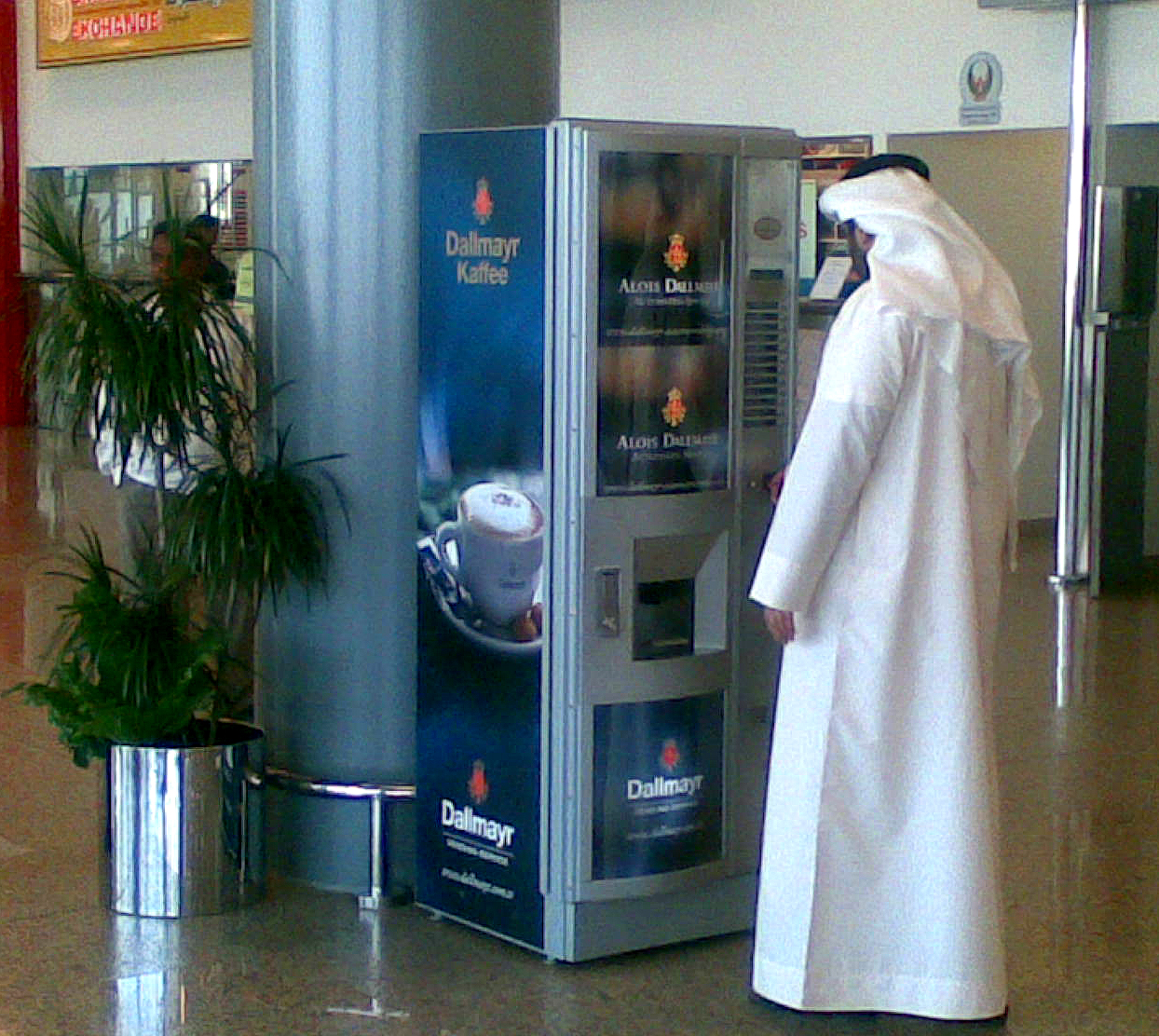
Le café Dallmayr à Dubaï.

### Vending & Office
Sous la dénomination Vending & Office, Dallmayr exploite des distributeurs de boissons et de snacks en Allemagne, à travers l'Europe et en Extrême-Orient. Le premier client a été le constructeur automobile munichois BMW, qui, dans les années 1960, a placé des distributeurs automatiques de boissons chaudes dans ses lignes de production : Dallmayr leur fournissait le café et gérait la maintenance des distributeurs automatiques. Aujourd'hui, Dallmayr exploite plus de 93 000 distributeurs automatiques et est par conséquent, selon leurs propres données, le leader du marché allemand, et l'un des cinq plus grands fournisseurs en Europe.